# Grove (Nottinghamshire)
Grove – wieś w Anglii, w hrabstwie Nottinghamshire. Leży 43 km na północ od miasta Nottingham i 207 km na północ od Londynu.